# Great Wall Safe
Great Wall Safe — вседорожник китайского производства. Выпускался с 2001 по 2009 китайской автомобилестроительной компанией Great Wall Motors на основе технологической документации на машину Toyota 4Runner 1989 модельного года.
Методом крупноузловой сборки из китайских машинокомплектов производился в России.

## Технические характеристики
Тип двигателя —	бензиновый, с многоточечным впрыском и электронным управлением. Рабочий объем двигателя — 2237 куб. см. Максимальная мощность — 105 л.с. Коробка передач - механическая пятиступенчатая. Передняя подвеска — независимая торсионная. Задняя подвеска — зависимая пружинная. Жёстко подключаемый полный привод типа "Part Time" (опционально). Передние тормоза — дисковые, задние тормоза — барабанные или дисковые. Диаметр разворота — 12 м. Размер резины — 235/70 R16. Диски — 6,5x16 ET40 6x139.7
Расшифровка параметров колесных дисков:
- 6,5 — ширина колесного в дюймах,
- 16 — диаметр диска в дюймах,
- ET 40 — вылет диска в мм,
- ET — расстояние от центральной оси диска до плоскости крепления к ступице в мм. Может быть положительным или отрицательным. При положительном ET центр диска утоплен внутрь колесной арки по отношению к плоскости крепления к ступице, при отрицательном наоборот,
- 6x139.7 — количество и диаметр расположения (в мм.) крепежных отверстий.

Расход топлива город/трасса на каждые 100 км: 12л./10л.
"Российский" Great Wall SUV собирается на шасси Great Wall Hover. Видимые отличия Great Wall SUV российской сборки от автомобилей, собранных в Китае, следующие:
1. Пол на 4 см ниже, соответственно, пространства в салоне больше и посадка удобнее.
2. Задние дисковые тормоза
3. Передние ступицы с автоматическими "хабами"
4. Электрическое управление раздаточной коробкой
5. Заводской 2-х ступенчатый подогрев сидений
6. Рулевой механизм реечного типа (менее надежен, чем применяемый ранее рулевой редуктор)

## Комплектации
Вариантные исполнения автомобилей Great Wall Safe (SUV G5) различаются: по типу привода и по оформлению салона. По типу привода автомобили Great Wall Safe (SUV G5) бывают двух типов - полноприводные (имеют заводские индексы CC6460DY и CC6460FMK20) и заднеприводные (имеют заводские индексы CC6460D и CC6460FMK00). Полноприводные автомобили имеют постоянный привод на задние колеса с возможностью жесткого подключения полного привода через раздаточную коробку, имеющую прямой и пониженный ряды передач.
Индексом D обозначаются автомобили, оснащенные двигателем экологического класса Евро-2, индексом FMK - Евро-3.
Более ранние автомобили имели раздаточную коробку с механическим управлением режимами работы. В настоящее время на полноприводные автомобили  Great Wall Safe (SUV G5) устанавливается раздаточная коробка с электрическим управлением (сервоприводом) режимами работы.
Заднеприводные автомобили  Great Wall Safe (SUV G5) имеют классическую схему привода на ведущий задний мост посредством карданной передачи.
Обивка салона выполняется в двух цветовых гаммах - бежевая в сочетании с черной панелью приборов и серая в сочетании с серой панелью приборов.

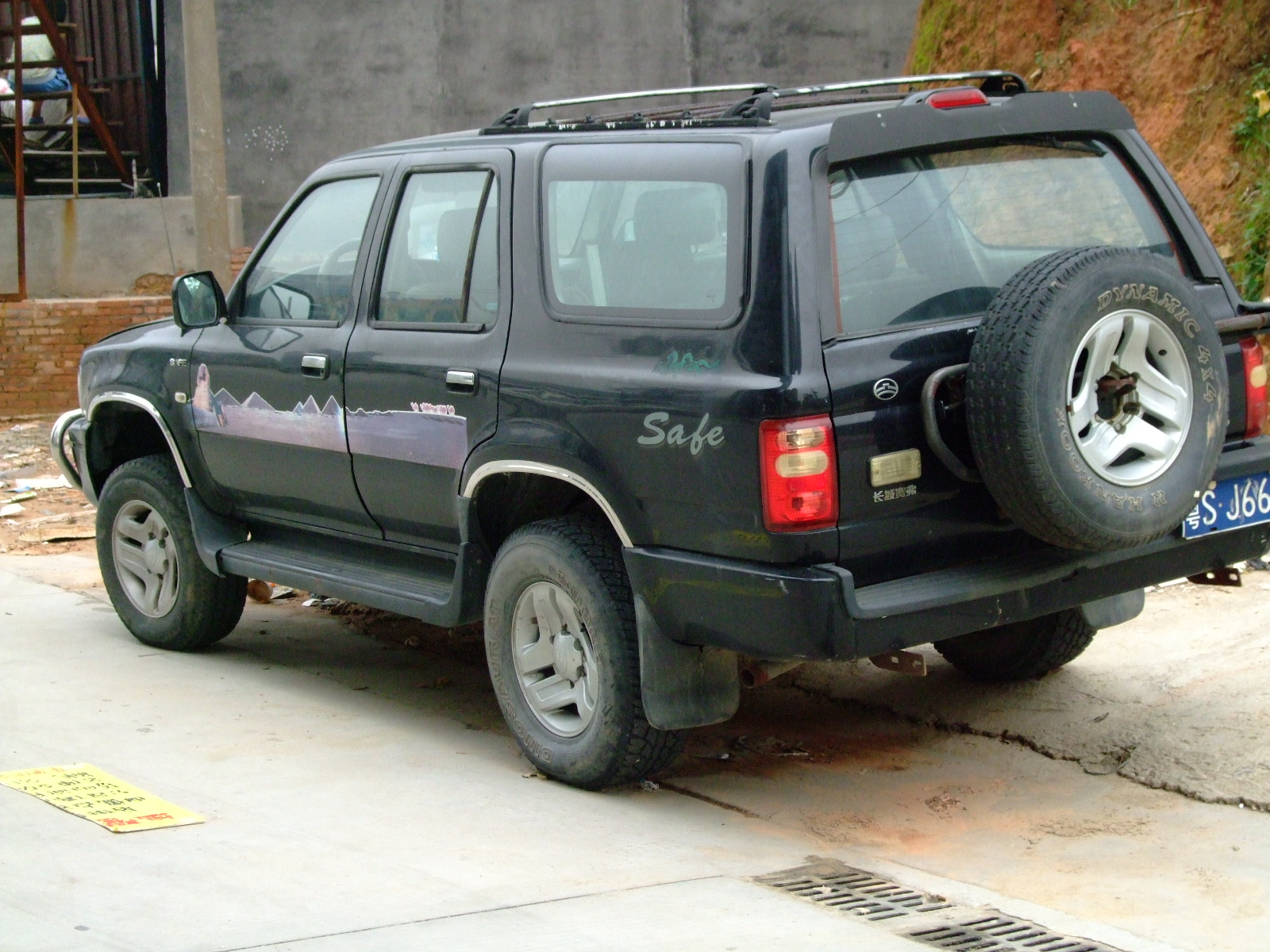
Заграничная версия

## Оснащение
В России распространены автомобили Great Wall Safe (SUV G5) в базовой комплектации (комплектация B), включающей: гидроусилитель рулевого управления, противотуманные фары, электропривод и обогрев зеркал заднего вида, рейлинги для крепления багажника на крыше, полноразмерное запасное колесо, стеклоочиститель заднего стекла, кондиционер, электростеклоподъемники на все двери, парковочный радар "Парктроник", AM/FM/CD-магнитола, центральный замок с пультом ДУ, подогрев передних сидений, регулируемая по высоте рулевая колонка, обогрев заднего стекла, подлокотник между передними сиденьями, дополнительный стоп-сигнал, легкосплавные  диски диаметром 16 дюймов, боковые пороги, расширители колесных арок, отделка руля кожей, спойлер на задней двери.
Ранее в качестве опции выпускались автомобили Great Wall Safe (SUV G5) с оцинкованным кузовом. Кроме того, ранние серии автомобилей выпускались в комплектации "Стандарт" (комплектация А), отличающейся отделкой салона под дерево. Окраска "металлик" и полный привод в комплектации А предлагались в качестве дополнительной опции.
| Год  | Объём продаж |
| ---- | ------------ |
| 2003 | 24 227       |
| 2004 | 27 230       |
| 2005 | 11 928       |
| 2006 | 5 211        |
| 2007 | 3 511        |
| 2008 | 3 937        |
| 2009 | 113          |

| Год  | Объём продаж |
| ---- | ------------ |
| 2005 | 651          |
| 2006 | 663          |
| 2007 | 1976         |